# Bouxwiller (Bas-Rhin)
Bouxwiller (németül: Buchsweiler) település Franciaországban, Bas-Rhin megyében. Lakosainak száma 3706 fő (2022. január 1.). Bouxwiller Obersoultzbach, Bosselshausen, Dossenheim-sur-Zinsel, Hattmatt, Kirrwiller, Neuwiller-lès-Saverne, Niedersoultzbach, Obermodern-Zutzendorf, Printzheim, Uttwiller, Weiterswiller és Geiswiller-Zœbersdorf községekkel határos.

## Népesség
A település népességének változása:
| Lakosok száma | 4037 | 4071 | 4169 | 3963 | 3860 | 3757 | 3736 | 3712 | 3706 |
|               | 2013 | 2015 | 2016 | 2017 | 2018 | 2019 | 2020 | 2021 | 2022 |